# Día de Acción para la Eliminación del Cáncer Cervicouterino
El 17 de noviembre se cumplen dos años desde que el mundo se unió para un día mundial de acción hacia la eliminación del cáncer de cuello uterino.
En 2020, la Organización Mundial de la Salud (OMS) lanzó la Estrategia Mundial para Acelerar la Eliminación del Cáncer del Cuello Uterino para 2030.
Líderes mundiales, sobrevivientes, defensores, los socios y las partes interesadas llamarán a la acción eliminar el cáncer cervicouterino a través del diálogo.

## Día de Acción para la Eliminación del Cáncer Cervicouterino 2022
Este 17 de noviembre de 2022, marcaremos el segundo aniversario de un movimiento histórico, celebrando la primera vez que el mundo se comprometió a eliminar un cáncer.

En 2020, la Organización Mundial de la Salud lanzó la Estrategia mundial para acelerar la eliminación del cáncer de cuello uterino como problema de salud pública, con una resolución aprobada por 194 países. Dirigido por sobrevivientes y defensores, el lanzamiento marcó el primer Día de Acción para la Eliminación del Cáncer de Cuello Uterino con el inicio de campañas locales y la iluminación de más de 100 puntos de referencia en el color verde azulado, el color para la eliminación del cáncer de cuello uterino. 
Vuelva a visitar el momento histórico con sobrevivientes, defensores de alto nivel y la artista cuatro veces ganadora del premio Grammy, Angélique Kidjo, aquí.
Este 17 de noviembre continúa la cuenta regresiva para la eliminación
Líderes, sobrevivientes, defensores, socios y partes interesadas en todo el mundo harán un llamado a la acción para eliminar el cáncer de cuello uterino a través del diálogo. Juntos, compartiremos historias y recursos educativos para detectar, prevenir, tratar y finalmente eliminar el cáncer de cuello uterino.

Juntos, le recordamos al mundo que todos pueden contribuir, que todas las comunidades son importantes y que todos los países pueden eliminar el cáncer de cuello uterino.
Organización Mundial de la Salud